# Taeniotes buckleyi
Taeniotes buckleyi är en skalbaggsart som beskrevs av Bates 1872. Taeniotes buckleyi ingår i släktet Taeniotes och familjen långhorningar. Inga underarter finns listade i Catalogue of Life.